# Cochin
|  | Aquest article tracta sobre l'antic estat tributari. Si cerqueu la ciutat de l'Índia, vegeu «Kochi (Índia)». |

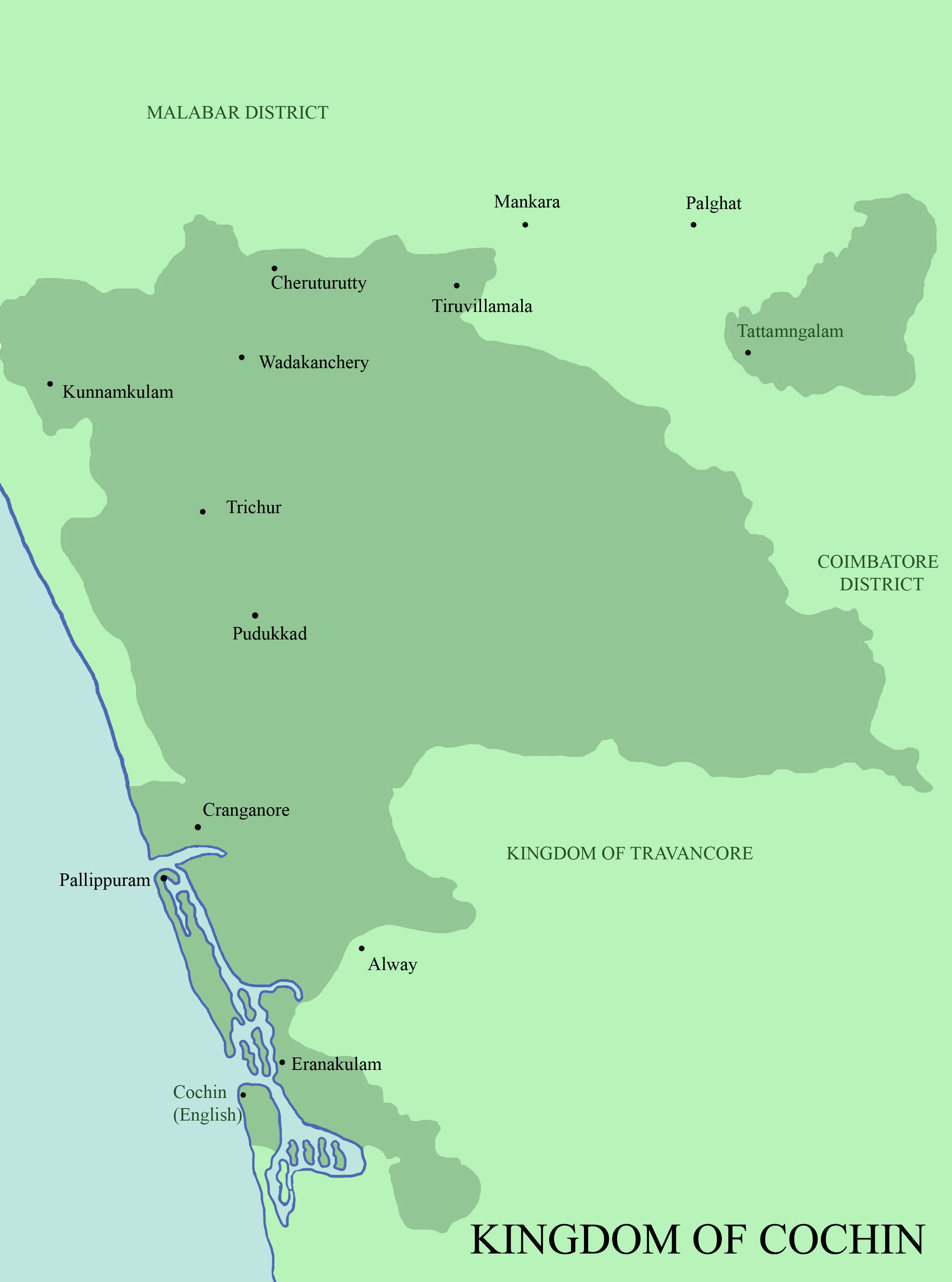
Mapa del regne de Cochin

Bandera civil a terra adoptada el 1947; la bandera de l'estat inclou un segell al centre; el color superior varia entre vermell i vermell rosat

Cochín fou un estat tributari protegit de l'Índia en aliança amb el govern britànic; políticament depenia de la presidència de Madras. Portava el nom de la seva antiga capital, Cochín, que no formava part del seu territori (havia estat ocupada pels portuguesos entre 1503 i 1663 i pels holandesos fins al 1795, any en què fou conquerida pels britànics i inclosa en les seves possessions al districte de Malabar). La capital era Ernakulam avui part de Kochi (l'antiga ciutat de Cochín).

## Administració
L'estat estava dividit en 7 subdivisions governades per peshkars:
- Divisió Sud:
  - Cranganor, capital Cranganor
  - Cochín, capital Mattancheri
  - Cananor o Kanayanur, capital Ernakulam
  - Mugundapuram o Mukundapuram, capital Irinjalakuda
- Divisió Nord:
  - Trissur, capital Trissur
  - Tallapalli o Talapilli, capital Vadakkancheri
  - Chittur, capital Chittur

El 1906 es va crear una nova subdivisió: Ajengo amb capital a Ajengo.
Kranganur formava un principat feudatari que pagava un tribut al raja de Cochín de 6.857 rúpies. La taluka de Cochín tenia 5 km². La capital era Mattancheri, port de Cochín, amb 19.274 habitants; els habitants totals eren de 25.895 el 1901.

## Geografia
Estava format per dues parts separades (considerades divisió Nord i divisió Sud amb capital a Trissur i Ernàkulam), la més gran limitada al nord i est pel districte de Malabar i a l'est també per l'estat de Travancor, al sud per aquest estat i a l'oest per la mar d'Aràbia i una part del districte de Malabar. La part més petita, Chittur, al nord-est, estava rodejada completament pels districtes de Madràs i Coimbator. Algunes comarques més separades estaven encerclades per l'estat de Travancor. Físicament estava format per la part de muntanya, la plana i la costa. La part de muntanya incloïa els Ghats Occidentals. Els rius principals eren l'Alwaye (la major part a Travancor), Chalakudi, el Kurumali o Karuvannur, el Ponnani i l'Anaimalai. La superfície era de 3.525 km² i la població el 1820 de 223.003 (probablement el cens no estava prou bé), el 1875 de 601.114 habitants, el 1881 de 600.278, el 1891 de 722.96 i el 1901 de 812.025, amb 659 pobles.

## Història
Fins a la meitat del segle XII va formar part del Regne Txera. El darrer perumal de Chera es va fer musulmà i va repartir el regne entre els seus familiars (1112) marxant en pelegrinatge a Aràbia (on suposadament hi ha la seva tomba). Els diversos sobirans resultants foren coneguts com a Nadus, i entre ells els de Coch 
on que segons la tradició eren governador de la zona des de la meitat del segle ix. De la seva història abans de l'arribada dels portuguesos no se'n sap res.
Els portuguesos van arribar el 1502 i se'ls va permetre establir una factoria a Cochin i el 1503 van construir el fort. Cochín va ser el principal establiment portuguès a l'Índia fins que es va fundar Goa, que seria la capital de l'Estat Portuguès de l'Índia durant més de quatre-cents anys. Els portuguesos van reforçar Cochín com a nus marítim i comercial que vertebrava la seva xarxa comercial basada en les espècies, des d'Ormús, al Golf Pèrsic, fins a Malaca. Van ajudar el rajà local contra el zamorín de Càlicut. El 1599 Menezes, l'arquebisbe catòlic de Goa, va celebrar un sínode a Udayamperur (la Diamper dels europeus), un lloc a uns 20 km al sud-est de Cochín, on foren declarats herètics els siriocristians i del seu llibre de missa es van eliminar les referències nestorianes.
El 1663, al segon intent, els holandesos van expulsar els portuguesos de Cochín després d'un setge, amb l'ajut dels sefardites, i van cremar o destruir totes les esglésies catòliques, excepte la que havia acollit la tomba de Vasco da Gama, que va ser convertida en església protestant. Els holandesos van aconseguir també el domini de diverses viles de la costa després que el rajà, fins aleshores aliat dels portuguesos, canviés de bàndol. El 1759 el país fou envaït pel zamorín però fou rebutjat mercès a l'ajut de Travancor que en recompensa va obtenir alguns territoris. El 1776 Haidar Ali de Màissor va envair Cochín i el raja va acceptar reconèixer-lo com a sobirà i pagar tribut; va romandre també tributari del fill i successor Tipu Sultan fins al 1791, quan el raja va signar un tractat amb els britànics i va esdevenir vassall i tributari de la Companyia Britànica de les Índies Orientals.
El 1808 el Paliyath Achan, primer ministre hereditari de l'estat, va participar en una conspiració amb Travancor per assassinar al resident britànic i provocar una revolta contra els anglesos, sense coneixement del rajà, però el complot fou avortat fàcilment; un nou tractat va augmentar el tribut a pagar i es van limitar els poders del raja. El 1818 el tribut fou reduït i en endavant va restar inalterat. El sobirà tenia dret a salutació de 17 canonades.

## Correus, monedes i exèrcit
L'estat tenia sistema postal (anchal) propi. Encunyava monedes pròpies conegudes com els puttans (el simple i el doble) equivalent a 10 i 20 peces; les més antigues daten del 1783; després de 1897 els puttans es van devaluar acceleradament i el 1900 es va haver d'abolir la moneda i posar en circulació la moneda de l'Índia Britànica. L'exèrcit era de 309 infants, 16 cavallers i 4 artillers. Un destacament britànic estava estacionat al principat fins al 1900. La policia estava format per 504 homes amb 7 inspectors, i 29 estacions.

## Banderes[1]i escut

### Bandera reial i d'estat
La bandera era rectangular proporció 2:3, vermella, amb l'escut complet de l'estat a tot color ocupant la major part de la bandera. Va estar en ús des del segle XIX a 1947. Aquesta bandera va ser mantinguda com estendard reial el 1947.

### Bandera de l'estat
El 1947 es va adoptar una bandera d'estat rectangular amb els colors nacionals kerales en franges horitzontals: roig, groc i turquesa. Al centre un disc o segell ocupant tot l'ample de la franja groga i un terç de la franja superior i un altre terç de la inferior. El disc era blanc i dins d'ell hi havia el segell de la dinastia format per un anell circular exterior de color vermell amb la inscripció en anglès "l'honor és el tresor de la família" (Honour is our family treasure) escrit en color turquesa. L'interior de l'anell era també blanc i tenia a la part superior un palanquí de traços daurats i fons vermell; sota el palanquí tres figures: a l'esquerra de l'observador un para-sol vermell; al centre un caragol de mar daurat; i a la dreta una llum daurada.

### Pavelló mercant
Per concessió de 10d'octubre de 1924 els vaixells de Cochin van poder utilitzar el pavelló vermell britànic amb el "badge" (emblema) de l'estat al centre de la meitat del vol. Aquest emblema estava dins un disc blanc i hi havia a la part superior un palanquí de traços daurats i fons vermell; sota el palanquí tres figures: a l'esquerra de l'observador un para-sol vermell; al centre un caragol de mar daurat; i a la dreta una llum daurada. Oficialment abolit el 15 d'agost de 1947.

### Bandera civil i mercant
No va tenir bandera civil fins al 1947 quan es van adoptar els colors nacionals kerales: una bandera rectangular de tres franges horitzontals, vermella la superior, groga la central, i blau turquesa la inferior.

### Escut
L'escut de l'estat estava format pels elements tradicionals (palanquí daurat i vermell, para-sol vermell, caragol de mar daurat i llum daurada) en fons plata rodejat en forma oval per un cinturó a manera d'escut, de color daurat amb el lema de l'estat ("l'honor és el tresor de la família") en caràcters malayalam de color turquesa. A sobre la corona reial amb el diamant "sarpech" al centre, i a la part inferior elements d'aguant daurats que sostenen una cinta daurada amb el lema en anglès de color turquesa (Honour is our family treasure) i els suports dels escuts, dos elefants emmirallats de color blau turquesa amb ungles i ullals de plata.

## Llista de rages
- Raja UNNI RAMA KOIL I c1500/1503
- Raja UNNI RAMA KOIL II 1503/1537
- Raja VIRA KERALA VARMA I 1537/1565
- Raja KESARA RAMA VARMA II 1565/1601
- Raja VIRA KERALA VARMA II 1601/1615
- Raja RAVI VARMA I 1615/1624
- Raja VIRA KERALA VARMA III 1624/1637
- Raja GODA VARMA I 1637/1645
- Raja VIRA RAYIRA VARMA 1645/1646
- Raja VIRA KERALA VARMA IV 1646/1650
- Raja RAMA VARMA I 1650/1656
- Rani Gangadhara Lakshmi 1656/1658
- Raja RAMA VARMA II 1658/1662
- Raja GODA VARMA II 1662/1663
- Raja VIRA KERALA VARMA V 1663/1687
- Raja Ramavarma III 1687/1693
- Raja RAVI VARMA II 1693/1697
- Raja Ramavarma IV 1697/1701
- Raja Ramavarma V 1701/1721
- Raja RAVI VARMA III 1721/1731
- Raja RAMA VARMA VI 1731/1746
- Raja KERALA VARMA I 1746/1749
- Raja Ramavarma VII 1749/1760
- Raja Kerala Varma II 1760/1775
- Raja Ramavarma VIII 1775/1790
- Raja Ramavarma IX (Sakthan Thampuran) 1790/1805
- Raja Ramavarma X 1805/1809
- Raja KERALAVARMA III 1809/1828
- Raja Ramavarma XI 1828/1837
- Raja Ramavarma XII 1837/1844
- Raja Ramavarma XIII 1844/1851
- Raja KERALAVARMA IV 1851/1853
- Raja RAVIVARMA IV 1853/1864
- Raja Ramavarma XIV 1864/1888 1848-1888
- Raja Sir Vira KERALAVARMA V 1888/1895 (Chinga Masathril Thampuran) 1846-1895
- Maharaja Sri Sir Ramavarma XV 1895/1914 (Ozinja Vallia Thampuran) (va abdicar) Maharaja 1921
- Maharaja Gangadahra Koviladhi Karikal Sri Sir Ramavarma XVI (Madrasil Thampuran) 1914-1932
- Maharaja Gangadahra Koviladhi Karikal Sri Sir Ramavarma XVII (Chowarayil Thampuran) 1932-1941
- Maharaja Gangadahra Koviladhi Karikal Sri Sir KERALAVARMA VI (Medukan Thampuran) 1941-1943
- HH Maharaja Gangadahra Koviladhi Karikal Sri RAVIVARMA V 1943/1946
- HH Maharaja Gangadahra Koviladhi Karikal Sri KERALAVARMA VII (Ikyakeralam Thampuran) 1946/1948
- HH Maharaja Gangadahra Koviladhi Karikal Sri Ramavarma XVIII (Parikshith Thampuran) 1948-1964

## Nota
1. ↑  aquestes banderes es poden veure a worldstatesmen.org amb l'única excepció que el color rosa que hi apareix seria un problema de paleta doncs les fonts parlen només de color vermell